# Liste der Monuments historiques in Juzennecourt
Die Liste der Monuments historiques in Juzennecourt führt die Monuments historiques in der französischen Gemeinde Juzennecourt auf.

## Liste der Immobilien
| Bezeichnung             | Beschreibung | Standort               | Kennzeichnung | Schutzstatus | Datum | Bild |
| ----------------------- | --- | ---------------------- | ------------- | ------------ | ----- | ---- |
| Château de Juzennecourt | 1717 an der Stelle eines älteren festen Hauses erbaut, Architekt Jean-Baptiste Bouchardon; mit Nebengebäuden und Landschaftspark | Route d’Andelot (Lage) | PA52000017    | Inscrit      | 2001  |      |

## Liste der Objekte
| Bezeichnung | Beschreibung                | Standort                           | Kennzeichnung | Schutzstatus | Datum | Bild |
| ----------- | --------------------------- | ---------------------------------- | ------------- | ------------ | ----- | ---- |
| Beichtstuhl | Eichenholz, 17. Jahrhundert | in der Kirche Ste-Madeleine (Lage) | PM52001791    | Inscrit      | 1992  |      |